# Rachid Nawa
 (octobre 2018).
Si vous disposez d'ouvrages ou d'articles de référence ou si vous connaissez des sites web de qualité traitant du thème abordé ici, merci de compléter l'article en donnant les références utiles à sa vérifiabilité et en les liant à la section « Notes et références ».
Rachid Nawa, né le 21 août 1961 à Vienne, est un dessinateur de bande dessinée français, qui signe également sous les noms de Radôche et de Kabachi.

## Biographie
Rachid Nawa commence sa carrière comme assistant animateur aux studios Jean Image. En 1987, il poursuit dans le dessin animé en travaillant sur les séries télévisées d'animation Les Mondes Engloutis et Rahan, fils des âges farouches pour les studios France Animation. Parallèlement, Rachid Nawa travaille pour le magazine Pif Gadget jusqu'en 1994. À cette époque, il retrouve chez Edi-Monde, qui deviendra Disney Hachette Presse (DHP), plusieurs ex-collaborateurs de Pif Gadget réunis autour de Jean-Luc Cochet, dont François Corteggiani pour qui il dessine plus tard des albums. DHP se sépare de l'ensemble de l'équipe de création BD lors de la crise de 2009 / 2010[pas clair].

## Œuvre

### Albums

#### Sous le pseudonyme de Radôche
- Les Commerciaux, scénario de Séverine Boitelle, Bamboo

2. Les Dessous de la vente, 2005  (ISBN 2-915309-17-5)
3. Sévices après-vente, coscénariste Arnaud Plumeri, 2005  (ISBN 2-915309-77-9)
4. Le Bon, la brute et le client, 2006  (ISBN 2-350-78104-6)

#### Sous le nom de Rachid Nawa
- Contes des mille et une nuits, scénario de Daniel Bardet, 2007, Adonis, collection Romans de Toujours  (ISBN 978-995-349-300-8)
- Commissaire Soubeyran, scénario de François Corteggiani, Glénat, collection Bulle noire

1. La Bête de Carpentras, 1999  (ISBN 2-7234-2740-4)
2. Le Pendu de Saint-Siffrein, 2002  (ISBN 2-7234-3263-7)

- Patrick Colson, scénario de François Corteggiani, Glénat

1. Opération avalanche, 1996

- Que se passe-t-il dans une cimenterie ?, scénario de Xavier Fauche, Lafarge Ciments, 2003
- 1602 L'Escalade - Sauvez Genève !, scénario de Daniel Bardet, Glénat Suisse
- Sécession, scénario de François Corteggiani, Soleil Productions

1. La Patrouille perdue, 1996  (ISBN 2-87764-508-8)